# Unicodeblock Basis-Lateinisch
Der Unicodeblock Basis-Lateinisch (englisch Basic Latin oder C0 Controls and Basic Latin, U+0000 bis U+007F) entspricht dem ASCII (American Standard Code for Information Interchange), d. h., die Zeichen umfassen das lateinische Alphabet in Groß- und Kleinschreibung, die arabischen Ziffern sowie einige Steuerzeichen und Satzzeichen. Zusammen mit dem Block Unicodeblock Lateinisch-1, Ergänzung entsprechen sie ISO 8859-1.
Neben diesem Basisblock gibt es noch weitere Blöcke für lateinische Buchstaben in Unicode.

## Liste
| Unicodenummer | Zeichen (400 %) | Kategorie                             | Bidirektionale Klasse       | Offizielle Bezeichnung    | Beschreibung                              |
| ------------- | --------------- | ------------------------------------- | --------------------------- | ------------------------- | ----------------------------------------- |
| U+0000 (0)    | <control>       | Steuer- (Kontroll-) Zeichen           | neutrale Begrenzung         | NULL                      | Nullzeichen (NUL)                         |
| U+0001 (1)    | <control>       | Steuer- (Kontroll-) Zeichen           | neutrale Begrenzung         | START OF HEADING          | Überschriftanfang (SOH)                   |
| U+0002 (2)    | <control>       | Steuer- (Kontroll-) Zeichen           | neutrale Begrenzung         | START OF TEXT             | Textanfang (STX)                          |
| U+0003 (3)    | <control>       | Steuer- (Kontroll-) Zeichen           | neutrale Begrenzung         | END OF TEXT               | Textende (ETX)                            |
| U+0004 (4)    | <control>       | Steuer- (Kontroll-) Zeichen           | neutrale Begrenzung         | END OF TRANSMISSION       | Übertragungsende (EOT)                    |
| U+0005 (5)    | <control>       | Steuer- (Kontroll-) Zeichen           | neutrale Begrenzung         | ENQUIRY                   | Abfrage (ENQ)                             |
| U+0006 (6)    | <control>       | Steuer- (Kontroll-) Zeichen           | neutrale Begrenzung         | ACKNOWLEDGE               | Bestätigung (ACK)                         |
| U+0007 (7)    | <control>       | Steuer- (Kontroll-) Zeichen           | neutrale Begrenzung         | ALERT                     | Signalton (BEL)                           |
| U+0008 (8)    | <control>       | Steuer- (Kontroll-) Zeichen           | neutrale Begrenzung         | BACKSPACE                 | Rücktaste (BS)                            |
| U+0009 (9)    | <control>       | Steuer- (Kontroll-) Zeichen           | Segmenttrenner              | HORIZONTAL TABULATION     | Horizontales Tabulatorzeichen (HT)        |
| U+000A (10)   | <control>       | Steuer- (Kontroll-) Zeichen           | Abschnitttrenner            | LINE FEED                 | Zeilenvorschub (LF)                       |
| U+000B (11)   | <control>       | Steuer- (Kontroll-) Zeichen           | Segmenttrenner              | VERTICAL TABULATION       | Vertikales Tabulatorzeichen (VT)          |
| U+000C (12)   | <control>       | Steuer- (Kontroll-) Zeichen           | Whitespace                  | FORM FEED                 | Seitenumbruch (FF)                        |
| U+000D (13)   | <control>       | Steuer- (Kontroll-) Zeichen           | Abschnitttrenner            | CARRIAGE RETURN           | Zeilenumbruch (ehemals Wagenrücklauf, CR) |
| U+000E (14)   | <control>       | Steuer- (Kontroll-) Zeichen           | neutrale Begrenzung         | SHIFT OUT                 | Umschalttaste aus (SO)                    |
| U+000F (15)   | <control>       | Steuer- (Kontroll-) Zeichen           | neutrale Begrenzung         | SHIFT IN                  | Umschalttaste ein (SI)                    |
| U+0010 (16)   | <control>       | Steuer- (Kontroll-) Zeichen           | neutrale Begrenzung         | DATA LINK ESCAPE          | Datenübertragungsumschaltung (DLE)        |
| U+0011 (17)   | <control>       | Steuer- (Kontroll-) Zeichen           | neutrale Begrenzung         | DEVICE CONTROL ONE        | Gerätesteuerung 1 (DC1)                   |
| U+0012 (18)   | <control>       | Steuer- (Kontroll-) Zeichen           | neutrale Begrenzung         | DEVICE CONTROL TWO        | Gerätesteuerung 2 (DC2)                   |
| U+0013 (19)   | <control>       | Steuer- (Kontroll-) Zeichen           | neutrale Begrenzung         | DEVICE CONTROL THREE      | Gerätesteuerung 3 (DC3)                   |
| U+0014 (20)   | <control>       | Steuer- (Kontroll-) Zeichen           | neutrale Begrenzung         | DEVICE CONTROL FOUR       | Gerätesteuerung 4 (DC4)                   |
| U+0015 (21)   | <control>       | Steuer- (Kontroll-) Zeichen           | neutrale Begrenzung         | NEGATIVE ACKNOWLEDGE      | Ablehnung (NAK)                           |
| U+0016 (22)   | <control>       | Steuer- (Kontroll-) Zeichen           | neutrale Begrenzung         | SYNCHRONOUS IDLE          | Synchronleerlauf (SYN)                    |
| U+0017 (23)   | <control>       | Steuer- (Kontroll-) Zeichen           | neutrale Begrenzung         | END OF TRANSMISSION BLOCK | Übertragungsblockende (ETB)               |
| U+0018 (24)   | <control>       | Steuer- (Kontroll-) Zeichen           | neutrale Begrenzung         | CANCEL                    | Abbruch (CAN)                             |
| U+0019 (25)   | <control>       | Steuer- (Kontroll-) Zeichen           | neutrale Begrenzung         | END OF MEDIUM             | Medienende (EM)                           |
| U+001A (26)   | <control>       | Steuer- (Kontroll-) Zeichen           | neutrale Begrenzung         | SUBSTITUTE                | Ersatz (SUB)                              |
| U+001B (27)   | <control>       | Steuer- (Kontroll-) Zeichen           | neutrale Begrenzung         | ESCAPE                    | Escape-Zeichen (ESC)                      |
| U+001C (28)   | <control>       | Steuer- (Kontroll-) Zeichen           | Abschnitttrenner            | FILE SEPARATOR            | Dateitrennzeichen (FS)                    |
| U+001D (29)   | <control>       | Steuer- (Kontroll-) Zeichen           | Abschnitttrenner            | GROUP SEPARATOR           | Gruppentrennzeichen (GS)                  |
| U+001E (30)   | <control>       | Steuer- (Kontroll-) Zeichen           | Abschnitttrenner            | RECORD SEPARATOR          | Datensatztrennzeichen (RS)                |
| U+001F (31)   | <control>       | Steuer- (Kontroll-) Zeichen           | Segmenttrenner              | UNIT SEPARATOR            | Einheitentrennzeichen (US)                |
| U+0020 (32)   | [[ ]]           | Trenn- (Leer-) Zeichen                | Whitespace                  | SPACE                     | Leerzeichen                               |
| U+0021 (33)   | !               | andere Interpunktion                  | anderes neutrales Zeichen   | EXCLAMATION MARK          | Ausrufezeichen                            |
| U+0022 (34)   | "               | andere Interpunktion                  | anderes neutrales Zeichen   | QUOTATION MARK            | Anführungszeichen                         |
| U+0023 (35)   | #               | andere Interpunktion                  | europäisches Schlusszeichen | NUMBER SIGN               | Rautezeichen                              |
| U+0024 (36)   | $               | Währungssymbol                        | europäisches Schlusszeichen | DOLLAR SIGN               | Dollarzeichen                             |
| U+0025 (37)   | %               | andere Interpunktion                  | europäisches Schlusszeichen | PERCENT SIGN              | Prozentzeichen                            |
| U+0026 (38)   | &               | andere Interpunktion                  | anderes neutrales Zeichen   | AMPERSAND                 | Et-Zeichen (Kaufmanns-Und)                |
| U+0027 (39)   | '               | andere Interpunktion                  | anderes neutrales Zeichen   | APOSTROPHE                | Apostroph                                 |
| U+0028 (40)   | (               | öffnende Punktierung (eines Paars)    | anderes neutrales Zeichen   | LEFT PARENTHESIS          | Runde Klammer links                       |
| U+0029 (41)   | )               | schließende Punktierung (eines Paars) | anderes neutrales Zeichen   | RIGHT PARENTHESIS         | Runde Klammer rechts                      |
| U+002A (42)   | *               | andere Interpunktion                  | anderes neutrales Zeichen   | ASTERISK                  | Sternchen                                 |
| U+002B (43)   | +               | mathematisches Symbol                 | europäisches Trennzeichen   | PLUS SIGN                 | Pluszeichen                               |
| U+002C (44)   | ,               | andere Interpunktion                  | allgemeines Trennzeichen    | COMMA                     | Komma                                     |
| U+002D (45)   | -               | strichförmige Interpunktion           | europäisches Trennzeichen   | HYPHEN-MINUS              | Bindestrich-Minus                         |
| U+002E (46)   | .               | andere Interpunktion                  | allgemeines Trennzeichen    | FULL STOP                 | Punkt                                     |
| U+002F (47)   | /               | andere Interpunktion                  | allgemeines Trennzeichen    | SOLIDUS                   | Schrägstrich                              |
| U+0030 (48)   | 0               | Dezimalziffer                         | europäische Ziffer          | DIGIT ZERO                | Ziffer Null                               |
| U+0031 (49)   | 1               | Dezimalziffer                         | europäische Ziffer          | DIGIT ONE                 | Ziffer Eins                               |
| U+0032 (50)   | 2               | Dezimalziffer                         | europäische Ziffer          | DIGIT TWO                 | Ziffer Zwei                               |
| U+0033 (51)   | 3               | Dezimalziffer                         | europäische Ziffer          | DIGIT THREE               | Ziffer Drei                               |
| U+0034 (52)   | 4               | Dezimalziffer                         | europäische Ziffer          | DIGIT FOUR                | Ziffer Vier                               |
| U+0035 (53)   | 5               | Dezimalziffer                         | europäische Ziffer          | DIGIT FIVE                | Ziffer Fünf                               |
| U+0036 (54)   | 6               | Dezimalziffer                         | europäische Ziffer          | DIGIT SIX                 | Ziffer Sechs                              |
| U+0037 (55)   | 7               | Dezimalziffer                         | europäische Ziffer          | DIGIT SEVEN               | Ziffer Sieben                             |
| U+0038 (56)   | 8               | Dezimalziffer                         | europäische Ziffer          | DIGIT EIGHT               | Ziffer Acht                               |
| U+0039 (57)   | 9               | Dezimalziffer                         | europäische Ziffer          | DIGIT NINE                | Ziffer Neun                               |
| U+003A (58)   | :               | andere Interpunktion                  | allgemeines Trennzeichen    | COLON                     | Doppelpunkt                               |
| U+003B (59)   | ;               | andere Interpunktion                  | anderes neutrales Zeichen   | SEMICOLON                 | Semikolon                                 |
| U+003C (60)   | <               | mathematisches Symbol                 | anderes neutrales Zeichen   | LESS-THAN SIGN            | Kleiner-als-Zeichen                       |
| U+003D (61)   | =               | mathematisches Symbol                 | anderes neutrales Zeichen   | EQUALS SIGN               | Gleichheitszeichen                        |
| U+003E (62)   | >               | mathematisches Symbol                 | anderes neutrales Zeichen   | GREATER-THAN SIGN         | Größer-als-Zeichen                        |
| U+003F (63)   | ?               | andere Interpunktion                  | anderes neutrales Zeichen   | QUESTION MARK             | Fragezeichen                              |
| U+0040 (64)   | @               | andere Interpunktion                  | anderes neutrales Zeichen   | COMMERCIAL AT             | At-Zeichen                                |
| U+0041 (65)   | A               | Großbuchstabe                         | links nach rechts           | LATIN CAPITAL LETTER A    | Lateinischer Großbuchstabe A              |
| U+0042 (66)   | B               | Großbuchstabe                         | links nach rechts           | LATIN CAPITAL LETTER B    | Lateinischer Großbuchstabe B              |
| U+0043 (67)   | C               | Großbuchstabe                         | links nach rechts           | LATIN CAPITAL LETTER C    | Lateinischer Großbuchstabe C              |
| U+0044 (68)   | D               | Großbuchstabe                         | links nach rechts           | LATIN CAPITAL LETTER D    | Lateinischer Großbuchstabe D              |
| U+0045 (69)   | E               | Großbuchstabe                         | links nach rechts           | LATIN CAPITAL LETTER E    | Lateinischer Großbuchstabe E              |
| U+0046 (70)   | F               | Großbuchstabe                         | links nach rechts           | LATIN CAPITAL LETTER F    | Lateinischer Großbuchstabe F              |
| U+0047 (71)   | G               | Großbuchstabe                         | links nach rechts           | LATIN CAPITAL LETTER G    | Lateinischer Großbuchstabe G              |
| U+0048 (72)   | H               | Großbuchstabe                         | links nach rechts           | LATIN CAPITAL LETTER H    | Lateinischer Großbuchstabe H              |
| U+0049 (73)   | I               | Großbuchstabe                         | links nach rechts           | LATIN CAPITAL LETTER I    | Lateinischer Großbuchstabe I              |
| U+004A (74)   | J               | Großbuchstabe                         | links nach rechts           | LATIN CAPITAL LETTER J    | Lateinischer Großbuchstabe J              |
| U+004B (75)   | K               | Großbuchstabe                         | links nach rechts           | LATIN CAPITAL LETTER K    | Lateinischer Großbuchstabe K              |
| U+004C (76)   | L               | Großbuchstabe                         | links nach rechts           | LATIN CAPITAL LETTER L    | Lateinischer Großbuchstabe L              |
| U+004D (77)   | M               | Großbuchstabe                         | links nach rechts           | LATIN CAPITAL LETTER M    | Lateinischer Großbuchstabe M              |
| U+004E (78)   | N               | Großbuchstabe                         | links nach rechts           | LATIN CAPITAL LETTER N    | Lateinischer Großbuchstabe N              |
| U+004F (79)   | O               | Großbuchstabe                         | links nach rechts           | LATIN CAPITAL LETTER O    | Lateinischer Großbuchstabe O              |
| U+0050 (80)   | P               | Großbuchstabe                         | links nach rechts           | LATIN CAPITAL LETTER P    | Lateinischer Großbuchstabe P              |
| U+0051 (81)   | Q               | Großbuchstabe                         | links nach rechts           | LATIN CAPITAL LETTER Q    | Lateinischer Großbuchstabe Q              |
| U+0052 (82)   | R               | Großbuchstabe                         | links nach rechts           | LATIN CAPITAL LETTER R    | Lateinischer Großbuchstabe R              |
| U+0053 (83)   | S               | Großbuchstabe                         | links nach rechts           | LATIN CAPITAL LETTER S    | Lateinischer Großbuchstabe S              |
| U+0054 (84)   | T               | Großbuchstabe                         | links nach rechts           | LATIN CAPITAL LETTER T    | Lateinischer Großbuchstabe T              |
| U+0055 (85)   | U               | Großbuchstabe                         | links nach rechts           | LATIN CAPITAL LETTER U    | Lateinischer Großbuchstabe U              |
| U+0056 (86)   | V               | Großbuchstabe                         | links nach rechts           | LATIN CAPITAL LETTER V    | Lateinischer Großbuchstabe V              |
| U+0057 (87)   | W               | Großbuchstabe                         | links nach rechts           | LATIN CAPITAL LETTER W    | Lateinischer Großbuchstabe W              |
| U+0058 (88)   | X               | Großbuchstabe                         | links nach rechts           | LATIN CAPITAL LETTER X    | Lateinischer Großbuchstabe X              |
| U+0059 (89)   | Y               | Großbuchstabe                         | links nach rechts           | LATIN CAPITAL LETTER Y    | Lateinischer Großbuchstabe Y              |
| U+005A (90)   | Z               | Großbuchstabe                         | links nach rechts           | LATIN CAPITAL LETTER Z    | Lateinischer Großbuchstabe Z              |
| U+005B (91)   | [               | öffnende Punktierung (eines Paars)    | anderes neutrales Zeichen   | LEFT SQUARE BRACKET       | Eckige Klammer links                      |
| U+005C (92)   | \               | andere Interpunktion                  | anderes neutrales Zeichen   | REVERSE SOLIDUS           | Umgekehrter Schrägstrich                  |
| U+005D (93)   | ]               | schließende Punktierung (eines Paars) | anderes neutrales Zeichen   | RIGHT SQUARE BRACKET      | Eckige Klammer rechts                     |
| U+005E (94)   | ^               | modifizierendes Symbol                | anderes neutrales Zeichen   | CIRCUMFLEX ACCENT         | Zirkumflex                                |
| U+005F (95)   | _               | verbindende Interpunktion             | anderes neutrales Zeichen   | LOW LINE                  | Unterstrich                               |
| U+0060 (96)   | `               | modifizierendes Symbol                | anderes neutrales Zeichen   | GRAVE ACCENT              | Gravis                                    |
| U+0061 (97)   | a               | Kleinbuchstabe                        | links nach rechts           | LATIN SMALL LETTER A      | Lateinischer Kleinbuchstabe a             |
| U+0062 (98)   | b               | Kleinbuchstabe                        | links nach rechts           | LATIN SMALL LETTER B      | Lateinischer Kleinbuchstabe b             |
| U+0063 (99)   | c               | Kleinbuchstabe                        | links nach rechts           | LATIN SMALL LETTER C      | Lateinischer Kleinbuchstabe c             |
| U+0064 (100)  | d               | Kleinbuchstabe                        | links nach rechts           | LATIN SMALL LETTER D      | Lateinischer Kleinbuchstabe d             |
| U+0065 (101)  | e               | Kleinbuchstabe                        | links nach rechts           | LATIN SMALL LETTER E      | Lateinischer Kleinbuchstabe e             |
| U+0066 (102)  | f               | Kleinbuchstabe                        | links nach rechts           | LATIN SMALL LETTER F      | Lateinischer Kleinbuchstabe f             |
| U+0067 (103)  | g               | Kleinbuchstabe                        | links nach rechts           | LATIN SMALL LETTER G      | Lateinischer Kleinbuchstabe g             |
| U+0068 (104)  | h               | Kleinbuchstabe                        | links nach rechts           | LATIN SMALL LETTER H      | Lateinischer Kleinbuchstabe h             |
| U+0069 (105)  | i               | Kleinbuchstabe                        | links nach rechts           | LATIN SMALL LETTER I      | Lateinischer Kleinbuchstabe i             |
| U+006A (106)  | j               | Kleinbuchstabe                        | links nach rechts           | LATIN SMALL LETTER J      | Lateinischer Kleinbuchstabe j             |
| U+006B (107)  | k               | Kleinbuchstabe                        | links nach rechts           | LATIN SMALL LETTER K      | Lateinischer Kleinbuchstabe k             |
| U+006C (108)  | l               | Kleinbuchstabe                        | links nach rechts           | LATIN SMALL LETTER L      | Lateinischer Kleinbuchstabe l             |
| U+006D (109)  | m               | Kleinbuchstabe                        | links nach rechts           | LATIN SMALL LETTER M      | Lateinischer Kleinbuchstabe m             |
| U+006E (110)  | n               | Kleinbuchstabe                        | links nach rechts           | LATIN SMALL LETTER N      | Lateinischer Kleinbuchstabe n             |
| U+006F (111)  | o               | Kleinbuchstabe                        | links nach rechts           | LATIN SMALL LETTER O      | Lateinischer Kleinbuchstabe o             |
| U+0070 (112)  | p               | Kleinbuchstabe                        | links nach rechts           | LATIN SMALL LETTER P      | Lateinischer Kleinbuchstabe p             |
| U+0071 (113)  | q               | Kleinbuchstabe                        | links nach rechts           | LATIN SMALL LETTER Q      | Lateinischer Kleinbuchstabe q             |
| U+0072 (114)  | r               | Kleinbuchstabe                        | links nach rechts           | LATIN SMALL LETTER R      | Lateinischer Kleinbuchstabe r             |
| U+0073 (115)  | s               | Kleinbuchstabe                        | links nach rechts           | LATIN SMALL LETTER S      | Lateinischer Kleinbuchstabe s             |
| U+0074 (116)  | t               | Kleinbuchstabe                        | links nach rechts           | LATIN SMALL LETTER T      | Lateinischer Kleinbuchstabe t             |
| U+0075 (117)  | u               | Kleinbuchstabe                        | links nach rechts           | LATIN SMALL LETTER U      | Lateinischer Kleinbuchstabe u             |
| U+0076 (118)  | v               | Kleinbuchstabe                        | links nach rechts           | LATIN SMALL LETTER V      | Lateinischer Kleinbuchstabe v             |
| U+0077 (119)  | w               | Kleinbuchstabe                        | links nach rechts           | LATIN SMALL LETTER W      | Lateinischer Kleinbuchstabe w             |
| U+0078 (120)  | x               | Kleinbuchstabe                        | links nach rechts           | LATIN SMALL LETTER X      | Lateinischer Kleinbuchstabe x             |
| U+0079 (121)  | y               | Kleinbuchstabe                        | links nach rechts           | LATIN SMALL LETTER Y      | Lateinischer Kleinbuchstabe y             |
| U+007A (122)  | z               | Kleinbuchstabe                        | links nach rechts           | LATIN SMALL LETTER Z      | Lateinischer Kleinbuchstabe z             |
| U+007B (123)  | {               | öffnende Punktierung (eines Paars)    | anderes neutrales Zeichen   | LEFT CURLY BRACKET        | Geschweifte Klammer links                 |
| U+007C (124)  | \|              | mathematisches Symbol                 | anderes neutrales Zeichen   | VERTICAL LINE             | Senkrechter Strich                        |
| U+007D (125)  | }               | schließende Punktierung (eines Paars) | anderes neutrales Zeichen   | RIGHT CURLY BRACKET       | Geschweifte Klammer rechts                |
| U+007E (126)  | ~               | mathematisches Symbol                 | anderes neutrales Zeichen   | TILDE                     | Tilde                                     |
| U+007F (127)  | <control>       | Steuer- (Kontroll-) Zeichen           | neutrale Begrenzung         | DELETE                    | Löschen (DEL)                             |

1. ↑  Der richtige Alias in Unicode lautet „ALERT“ und nicht, wie in ISO 6429, „BELL“, denn „BELL“ ist bereits für U+1F514 BELL genutzt.